# Feliciano de Silva
Feliciano de Silva (Ciudad Rodrigo, 1491 – 1554) è stato uno scrittore spagnolo.
Fu uno dei più importanti autori di romanzi cavallereschi nella prima metà del XVI secolo. Esordì nel 1514 con Lisuarte di Grecia, incentrato sulle vicende del nipote di Amadigi di Gaula per poi scrivere nel 1530 Amadigi di Grecia, storia dell'omonimo cavaliere, figlio di Lisuarte e di Onoloria di Trebisona e paladino della Spada Ardente che ama e sposa, in sequenza, Lucilla di Francia e Nichea di Tebe.
Nel 1532 diede alle stampe Don Florisello di Grecia, incentrato sul cavaliere primogenito di Nichea di Tebe e Amadigi di Grecia.
Interruppe il ciclo cavalleresco con Segunda Celestina, una satirica commedia erasmiana in versi di alta qualità. Riprese il filone cavalleresco nel 1535 con Don Rogello di Grecia, che lo concluse degnamente. Nello stesso anno pubblicò la Terza parte della Cronaca di don Florisello.
Uno scialbo seguito del Rogelio fu pubblicato nel 1551. La sua opera più conosciuta è però il Sogno di Feliciano da Silva (1544), nel quale espone le su peripezie per sposare (1520) Gracia Fe de Caracena, figlia dell'ebreo convertito Hernando de Caracena, fortemente contrario al matrimonio.
De Silva è citato nella Biblioteca di Don Chisciotte nel Don Chisciotte della Mancia di Miguel de Cervantes come esempio dell'autore di romanzi cavallereschi del XVI secolo.
I primi quattro libri cavallereschi di Silva (Lisuarte di Grecia, Amadigi di Grecia, Don Florisello di Nichea e Don Rogello di Grecia) furono tradotti in italiano da Mambrino Roseo, che ne scrisse anche le continuazioni.